# 陳維英 (演員)
陳維英（1958年—），女，香港演員以及節目主持。1977年，加盟邵氏公司開始演藝生涯，接拍多套風月片，成為當紅艷星之一。後來，她應佳藝電視的邀請主持深夜雜誌性節目《哈囉，夜歸人》。1978年，佳視結業，她轉投麗的電視，曾与亦嘉、盧遠等原班人馬主持同名節目《哈囉，夜歸人》，但隨後不久該節目遭到禁播。其後擔任麗的電視深夜雜誌性節目《貓頭鷹時間》主持人，亦為麗的電視拍電視劇。1980年代尾至1990年代中移民加拿大，在當地華人電視節目中做主持。後回流香港居住。

## 參演電影
- 財子.名花.星媽（1977）（原名：名花.財主.星媽） Starlets for Sale
- 初哥 初女 初夜情（原名：青春豆） (1977) Innocent Lust
- 藝壇照妖鏡（1977） What Price... Stardom
- 三德和尚與舂米六（1977）The Iron-Fisted Monk
- 出冊（1977） The Discharged
- 紅樓春上春（1978）Erotic Dreams of Red Chamber
- 色欲杀人王 (1978) The Psychopath
- 南洋唐人街 (1978) Bruce Lee the Invincible
- 哈囉床上夜归人 (1978) Hello Sexy Late Homecomers
- 非男飞女 (1978)Delinquent Teenagers
- 哈囉夜歸人（1978）Hello, Late Homecomers
- 出鍾（1978）My Darling Gals
- 銷魂玉（1979）（飾 孟薇）Return of the Dead
- 六三三 (1979) Vice Squad 633
- 吳三桂与陳圓圓 (1992) Never Ending Summer

## 參演電視劇
- 無牌夫妻（1979年） 飾 阿 cat
- 沈勝衣·相思夫人（1979年） 飾 莫愁
- 天龍訣（1979年） 飾 王嬌嬌（紅燈侍者）
- 火星撞地球（1982年）飾 Dolly
- 廉政先鋒（1982年） 第七集：山窮水盡 飾（程綺芳 Yvonne）

## 主持節目
- 哈囉，夜歸人（佳藝電視）
- 哈囉，夜歸人（麗的電視）
- 貓頭鷹時間（麗的電視）

## 外部鏈接
- 陳維英的Facebook專頁
- 陳維英在香港影庫上的簡介
- 亞視百人-陳維英 （页面存档备份，存于）